# Formaty plików tekstowych
Formaty plików tekstowych

## TXT
TXT – podstawowy format zapisu plików tekstowych.

## RTF
RTF – format plików tekstowych opracowany przez firmę Microsoft. Pozwala na podstawowe formatowanie tekstu.

## DOC/DOCX
DOC – rozszerzenie plików programu Microsoft Word

DOCX – rozszerzenie plików programu Microsoft Word w wersji 2007 lub nowszej

## ODT
ODT (OpenDocument Text) – format zapisu plików programu OpenOffice.org Writer oraz LibreOffice Writer (MIME: application/vnd.oasis.opendocument.text)

## CSS
CSS – kaskadowy arkusz stylów używany przy tworzeniu stron WWW. (MIME: text/css)

## HTML
HTML – format tworzenia stron WWW. (MIME: text/html)

## HTM
HTM – nie różni się niczym od powyższego, poza brakiem jednej litery w nazwie.

## XML
XML – uniwersalny język formalny przeznaczony do reprezentowania różnych danych w strukturalizowany sposób. (MIME: text/xml)

## WPS
WPS – format plików tekstowych otwierany za pomocą WPS Office Writer